# Schlatt-Haslen
Schlatt-Haslen é uma comuna da Suíça, no Cantão Appenzell Interior. Em 2017 possuía 1.126 habitantes. Estende-se por uma área de 17,93 km², de densidade populacional de 62,8 hab/km². Confina com as seguintes comunas: Appenzello (Appenzell), Bühler (AR), Gais (AR), Gonten, Hundwil (AR), Stein (AR), Teufen (AR). 
A língua oficial nesta comuna é o Alemão.